# Палмвилл (тауншип, Миннесота)
Палмвилл (англ. Palmville) — тауншип в округе Розо, Миннесота, США. На 2000 год его население составило 55 человек.

## География
По данным Бюро переписи населения США площадь тауншипа составляет 92,8 км², из которых 92,7 км² занимает суша, а 0,1 км² — вода (0,08 %).

## Демография
По данным переписи населения 2000 года здесь находились 55 человек, 19 домохозяйств и 14 семей. Плотность населения —  0,6 чел./км². На территории тауншипа расположено 27 построек со средней плотностью 0,3 построек на один квадратный километр. Расовый состав населения: 94,55 % белых, 1,82 % азиатов и 3,64 % приходится на две или более других рас.
Из 19 домохозяйств в 52,6 % воспитывались дети до 18 лет, в 78,9 % проживали супружеские пары и в 21,1 % домохозяйств проживали несемейные люди. 21,1 % домохозяйств состояли из одного человека, при том 15,8 % из — одиноких пожилых людей старше 65 лет. Средний размер домохозяйства — 2,89, а семьи — 3,40 человека.
30,9 % населения — младше 18 лет, 7,3 % — в возрасте от 18 до 24 лет, 18,2 % — от 25 до 44, 27,3 % — от 45 до 64, и 16,4 % — старше 65 лет. Средний возраст — 43 года. На каждые 100 женщин приходилось 129,2 мужчин. На каждые 100 женщин старше 18 приходилось 123,5 мужчин.
Средний годовой доход домохозяйства составлял 40 000 долларов, а средний годовой доход семьи —  40 625 долларов. Средний доход мужчин —  23 750  долларов, в то время как у женщин — 38 750. Доход на душу населения составил 17 408 долларов. За чертой бедности находились 20,0 % семей и 10,4 % всего населения тауншипа, из которых 16,7 % младше 18 лет.